# Sudeley Manor
Sudeley Manor var en civil parish fram till 1935 när den uppgick i civil parish Sudeley, i grevskapet Gloucestershire i England. Civil parish var belägen 10 km från Cheltenham och hade 88 invånare år 1931.